# Lencouacq
Lencouacq (Lencoac en occitan) est une commune du Sud-Ouest de la France, située dans le département des Landes (région Nouvelle-Aquitaine).

## Géographie

### Localisation
Commune située dans la forêt des Landes et faisant partie du parc naturel régional des Landes de Gascogne. Elle est limitrophe du département de la Gironde.

### Communes limitrophes
Les communes limitrophes sont Captieux, Lucmau, Arue, Cachen, Retjons, Luxey, Le Sen et Callen.
| Callen (par un quadripoint) | Lucmau (Gironde) | Captieux (Gironde) |
| Luxey                       | Lencouacq        | Retjons            |
| Le Sen                      | Cachen           | Arue               |

### Hydrographie
La Gouaneyre, affluent droit de la Douze, prend sa source dans la commune.

### Climat
Pour des articles plus généraux, voir Climat de la Nouvelle-Aquitaine et Climat des Landes.
Historiquement, la commune est exposée à un climat océanique aquitain.  
En 2020, Météo-France publie une typologie des climats de la France métropolitaine dans laquelle la commune est exposée à un climat océanique et est dans la région climatique  Aquitaine, Gascogne, caractérisée par une pluviométrie abondante au printemps, modérée en automne, un faible ensoleillement au printemps, un été chaud (19,5 °C), des vents faibles, des brouillards fréquents en automne et en hiver et des orages fréquents en été (15 à 20 jours).
Pour la période 1971-2000, la température annuelle moyenne est de 12,8 °C, avec une amplitude thermique annuelle de 14,4 °C. Le cumul annuel moyen de précipitations est de 993 mm, avec 12 jours de précipitations en janvier et 7,5 jours en juillet. Pour la période 1991-2020, la température moyenne annuelle observée sur la station météorologique la plus proche, située sur la commune de Luxey à 20 km à vol d'oiseau, est de 13,6 °C et le cumul annuel moyen de précipitations est de 996,9 mm,. Pour l'avenir, les paramètres climatiques de la commune estimés pour 2050 selon différents scénarios d’émission de gaz à effet de serre sont consultables sur un site dédié publié par Météo-France en novembre 2022.

## Urbanisme

### Typologie
Au 1er janvier 2024, Lencouacq est catégorisée commune rurale à habitat dispersé, selon la nouvelle grille communale de densité à sept niveaux définie par l'Insee en 2022.
Elle est située hors unité urbaine. Par ailleurs la commune fait partie de l'aire d'attraction de Mont-de-Marsan, dont elle est une commune de la couronne,. Cette aire, qui regroupe 101 communes, est catégorisée dans les aires de 50 000 à moins de 200 000 habitants,.

### Occupation des sols

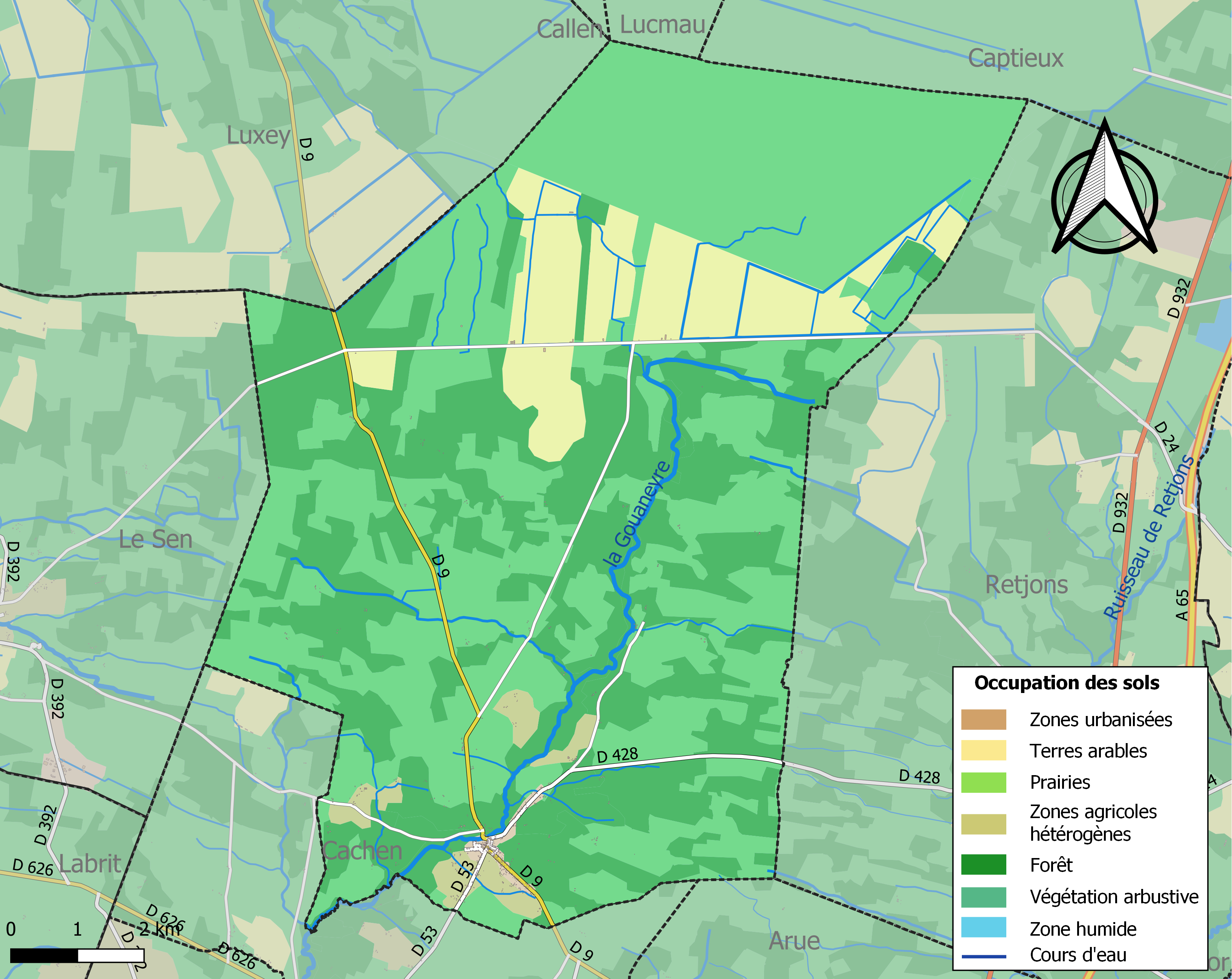
Carte des infrastructures et de l'occupation des sols de la commune en 2018 (CLC).

L'occupation des sols de la commune, telle qu'elle ressort de la base de données européenne d’occupation biophysique des sols Corine Land Cover (CLC), est marquée par l'importance des forêts et milieux semi-naturels (87,4 % en 2018), une proportion sensiblement équivalente à celle de 1990 (87,3 %). La répartition détaillée en 2018 est la suivante : milieux à végétation arbustive et/ou herbacée (52,7 %), forêts (34,7 %), terres arables (10,3 %), zones agricoles hétérogènes (1,9 %), zones urbanisées (0,4 %). L'évolution de l’occupation des sols de la commune et de ses infrastructures peut être observée sur les différentes représentations cartographiques du territoire : la carte de Cassini (XVIIIe siècle), la carte d'état-major (1820-1866) et les cartes ou photos aériennes de l'IGN pour la période actuelle (1950 à aujourd'hui).

### Risques majeurs
Le territoire de la commune de Lencouacq est vulnérable à différents aléas naturels : météorologiques (tempête, orage, neige, grand froid, canicule ou sécheresse), feux de forêts, mouvements de terrains et séisme (sismicité très faible). Un site publié par le BRGM permet d'évaluer simplement et rapidement les risques d'un bien localisé soit par son adresse soit par le numéro de sa parcelle.
Lencouacq est exposée au risque de feu de forêt. Depuis le 20 avril 2016, les départements de la Gironde, des Landes et de Lot-et-Garonne disposent d’un règlement interdépartemental de protection de la forêt contre les incendies. Ce règlement vise à mieux prévenir les incendies de forêt, à faciliter les interventions des services et à limiter les conséquences, que ce soit par le débroussaillement, la limitation de l’apport du feu ou la réglementation des activités en forêt. Il définit en particulier cinq niveaux de vigilance croissants auxquels sont associés différentes mesures,.
Les mouvements de terrains susceptibles de se produire sur la commune sont des tassements différentiels.

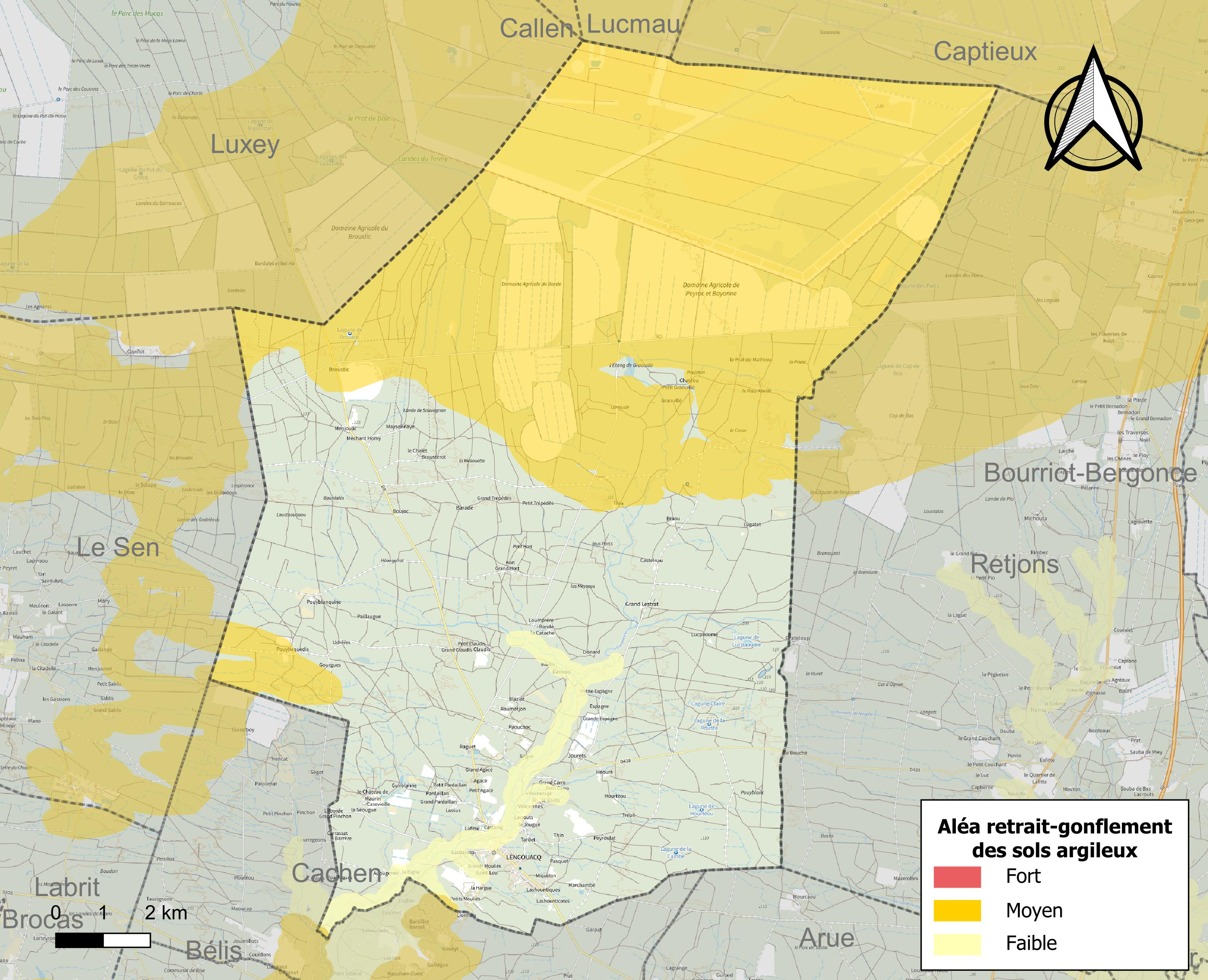
Carte des zones d'aléa retrait-gonflement des sols argileux de Lencouacq.

Le retrait-gonflement des sols argileux est susceptible d'engendrer des dommages importants aux bâtiments en cas d’alternance de périodes de sécheresse et de pluie. 47,1 % de la superficie communale est en aléa moyen ou fort (19,2 % au niveau départemental et 48,5 % au niveau national). Sur les 266 bâtiments dénombrés sur la commune en 2019,  6 sont en aléa moyen ou fort, soit 2 %, à comparer aux 17 % au niveau départemental et 54 % au niveau national. Une cartographie de l'exposition du territoire national au retrait gonflement des sols argileux est disponible sur le site du BRGM,.
La commune a été reconnue en état de catastrophe naturelle au titre des dommages causés par les inondations et coulées de boue survenues en 1999, 2009 et 2020 et par des mouvements de terrain en 1999

## Héraldique
| Blason | Blasonnement : De sinople à la pointe d'argent posée en barre, accompagnée en chef du porche de la Commanderie de Bessaut et en pointe du clocher de l'église du lieu, le tout au trait de sable, à la grue cendrée contournée et en vol de sable, brochant en pointe à dextre, accompagnées de quatorze autres grues du même, beaucoup plus petites et brochant sur les traits de la pointe, sept en chef et sept en pointe. Commentaires : Ce blason a été réalisé par Francine Belala. Il représente le clocher de l'église, des grues cendrées ainsi que le porche de la commanderie de Bessaut, sur un fond vert et blanc. Lencouacq est un lieu de passage et de repos pour les grues cendrées pendant leur migration. |

## Politique et administration
| Période                                  | Période                   | Identité      | Étiquette | Qualité       |
| ---------------------------------------- | ------------------------- | ------------- | --------- | ------------- |
| mars 2001                                | décembre 2024 (démission) | Gérard Portet | PS        | Retraité SDIS |
| février 2025                             | En cours                  | Olga Mesples  |           |               |
| Les données manquantes sont à compléter. |                           |               |           |               |

## Démographie
L'évolution du nombre d'habitants est connue à travers les recensements de la population effectués dans la commune depuis 1793. Pour les communes de moins de 10 000 habitants, une enquête de recensement portant sur toute la population est réalisée tous les cinq ans, les populations de référence des années intermédiaires étant quant à elles estimées par interpolation ou extrapolation. Pour la commune, le premier recensement exhaustif entrant dans le cadre du nouveau dispositif a été réalisé en 2007.

En 2022, la commune comptait 376 habitants, en évolution de −3,09 % par rapport à 2016 (Landes : +5,78 %, France hors Mayotte : +2,11 %).
| 1793 | 1800 | 1806 | 1821  | 1831  | 1836  | 1841  | 1846  | 1851  |
| ---- | ---- | ---- | ----- | ----- | ----- | ----- | ----- | ----- |
| 756  | 805  | 854  | 1 137 | 1 237 | 1 206 | 1 175 | 1 173 | 1 168 |

| 1856  | 1861  | 1866  | 1872  | 1876  | 1881  | 1886  | 1891  | 1896  |
| ----- | ----- | ----- | ----- | ----- | ----- | ----- | ----- | ----- |
| 1 173 | 1 144 | 1 184 | 1 140 | 1 150 | 1 128 | 1 148 | 1 157 | 1 173 |

| 1901  | 1906  | 1911  | 1921  | 1926 | 1931 | 1936 | 1946 | 1954 |
| ----- | ----- | ----- | ----- | ---- | ---- | ---- | ---- | ---- |
| 1 202 | 1 200 | 1 214 | 1 052 | 964  | 946  | 834  | 705  | 688  |

| 1962 | 1968 | 1975 | 1982 | 1990 | 1999 | 2006 | 2007 | 2012 |
| ---- | ---- | ---- | ---- | ---- | ---- | ---- | ---- | ---- |
| 657  | 581  | 503  | 467  | 439  | 403  | 397  | 396  | 403  |

| 2017 | 2022 | - | - | - | - | - | - | - |
| ---- | ---- | - | - | - | - | - | - | - |
| 380  | 376  | - | - | - | - | - | - | - |

## Lieux et monuments
- Église Saint-Jean-l'Évangéliste de Lencouacq : l'église de ce village est du XVIIe avec dans son chœur un autel baroque, d'époque, trop volumineux pour cette église mais dû au don d'une bienfaitrice au début du XXe siècle.
- Commanderie de Bessaut : ruines d'une ancienne commanderie sur le chemin de Saint-Jacques-de-Compostelle.
- Citons également à 1 km du village, sur la route de Cachen, sur la droite, une « fontaine miraculeuse », au pied d'une croix en bois entourée de thuyas, la fontaine de Saint-Leu, où jusqu'après la Seconde Guerre mondiale, des pèlerinages étaient organisés à la date de la Saint-Leu, saint patron du village. L'eau de cette fontaine était censée guérir les affections rhumatismales et les problèmes oculaires. À signaler que, lors de la construction de la maison située juste à gauche de cette fontaine, des sarcophages médiévaux avaient été trouvés, cette habitation étant située à l'emplacement d'un ancien relais de Saint-Jacques, plus petit que celui de Bessaut (Bessaou en gascon) dont la photo des ruines est sur ce site.
- Camp du Poteau.

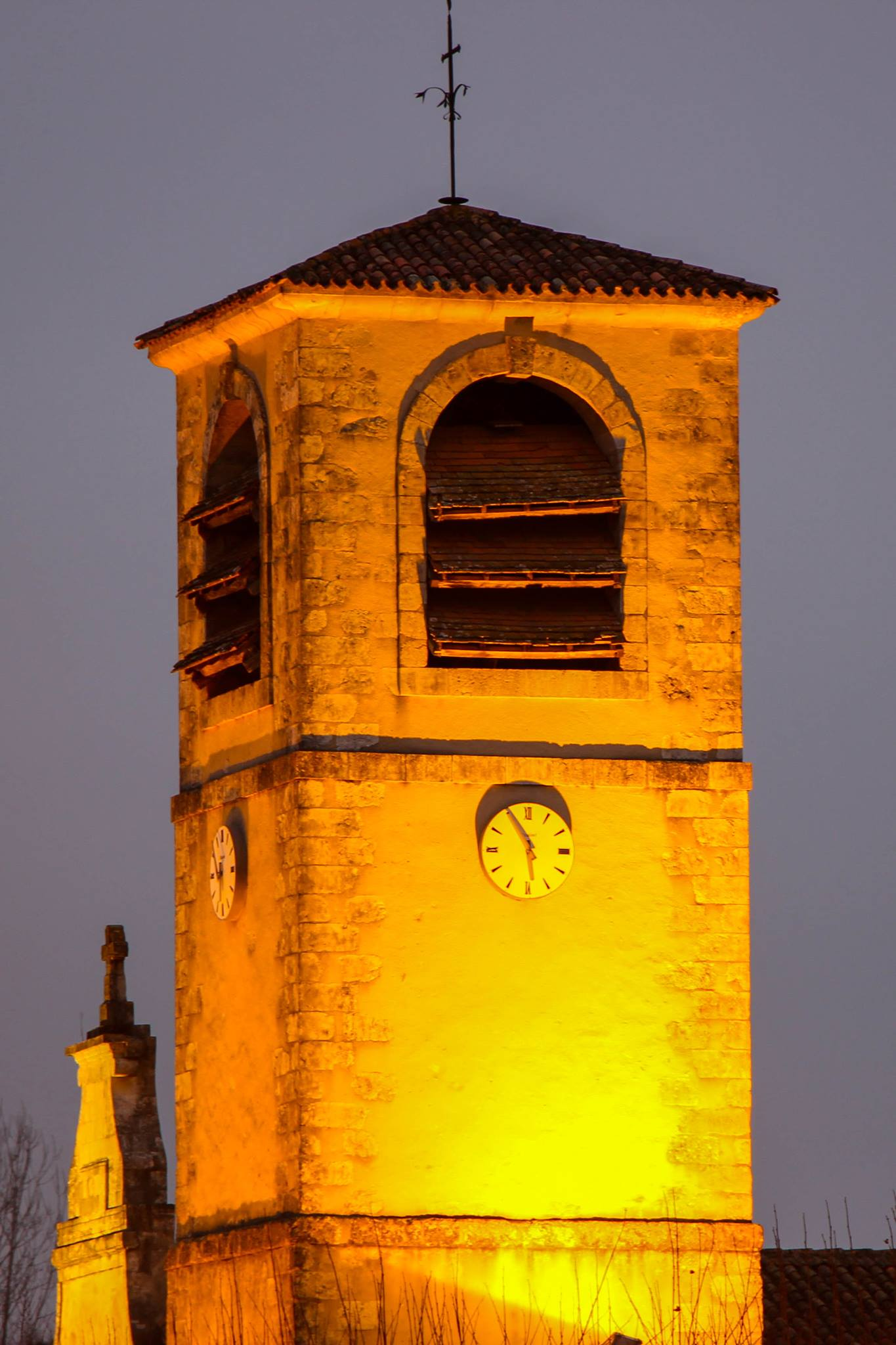
Église Saint-Jean-l'Évangéliste de Lencouacq.
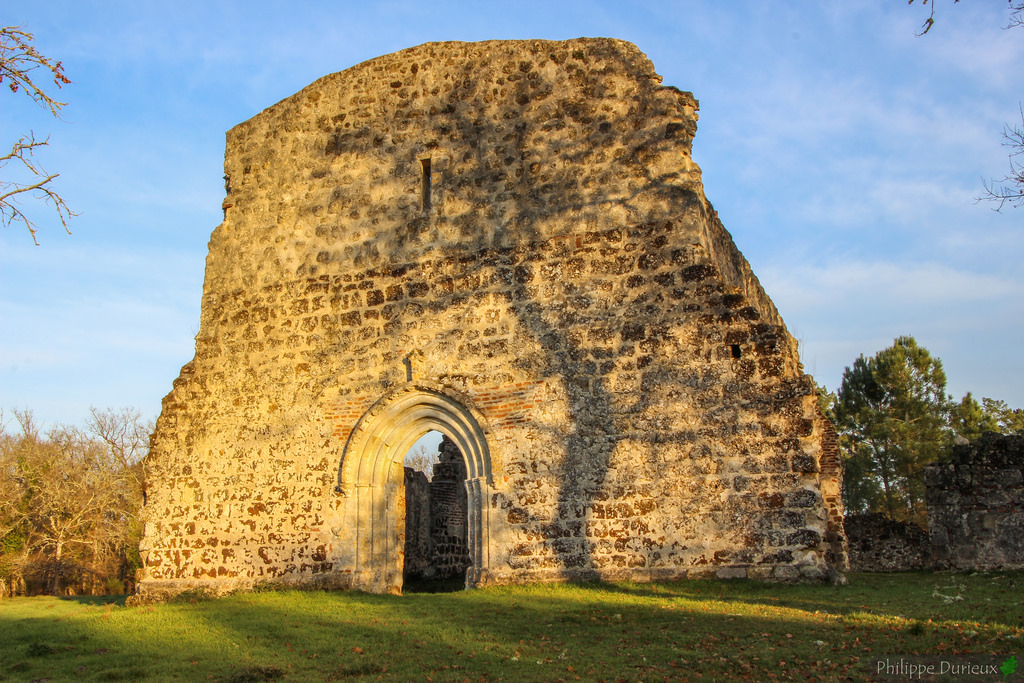
Commanderie hospitalière de Bessaut.
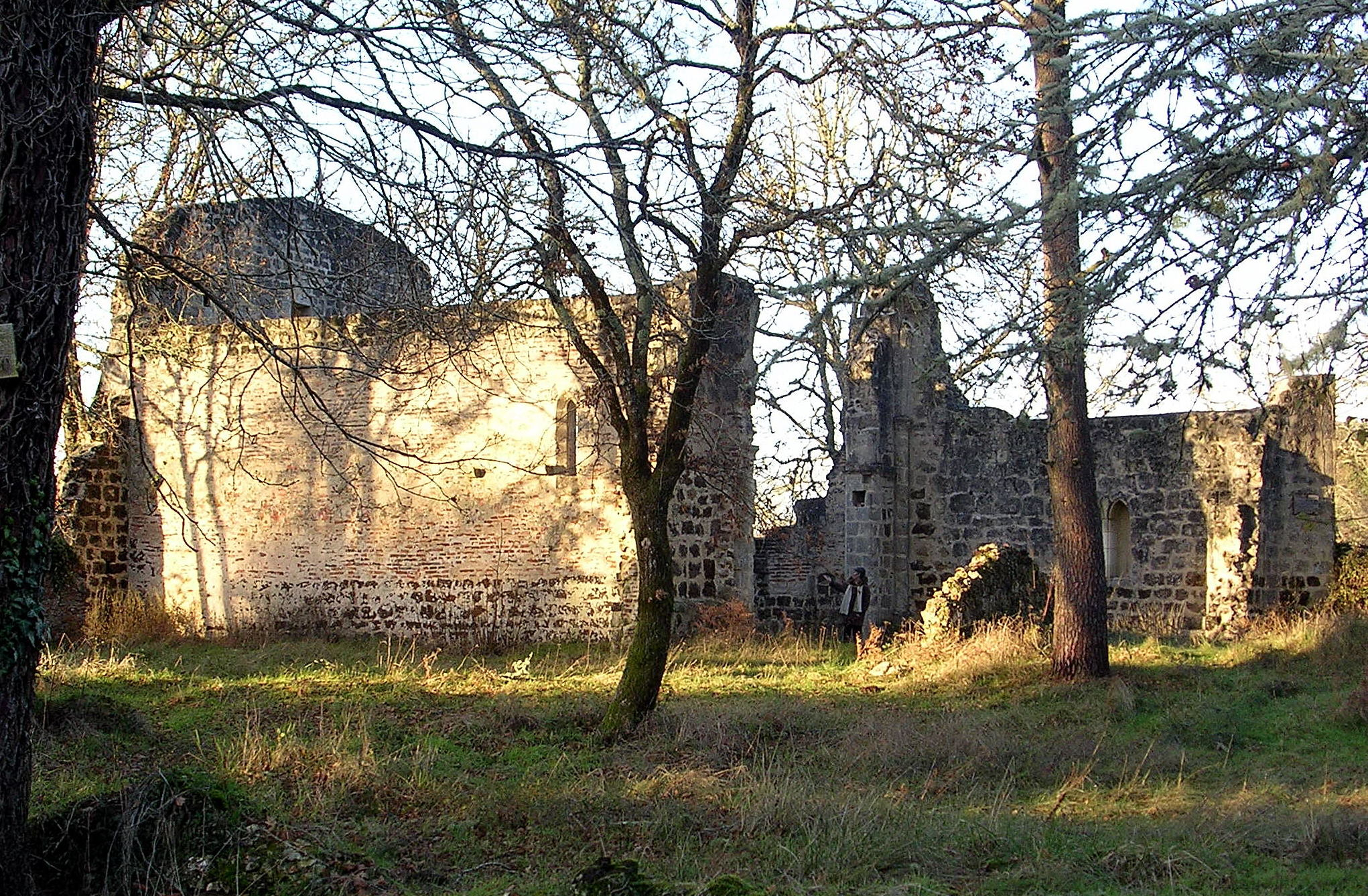
Commanderie de Bessaut.
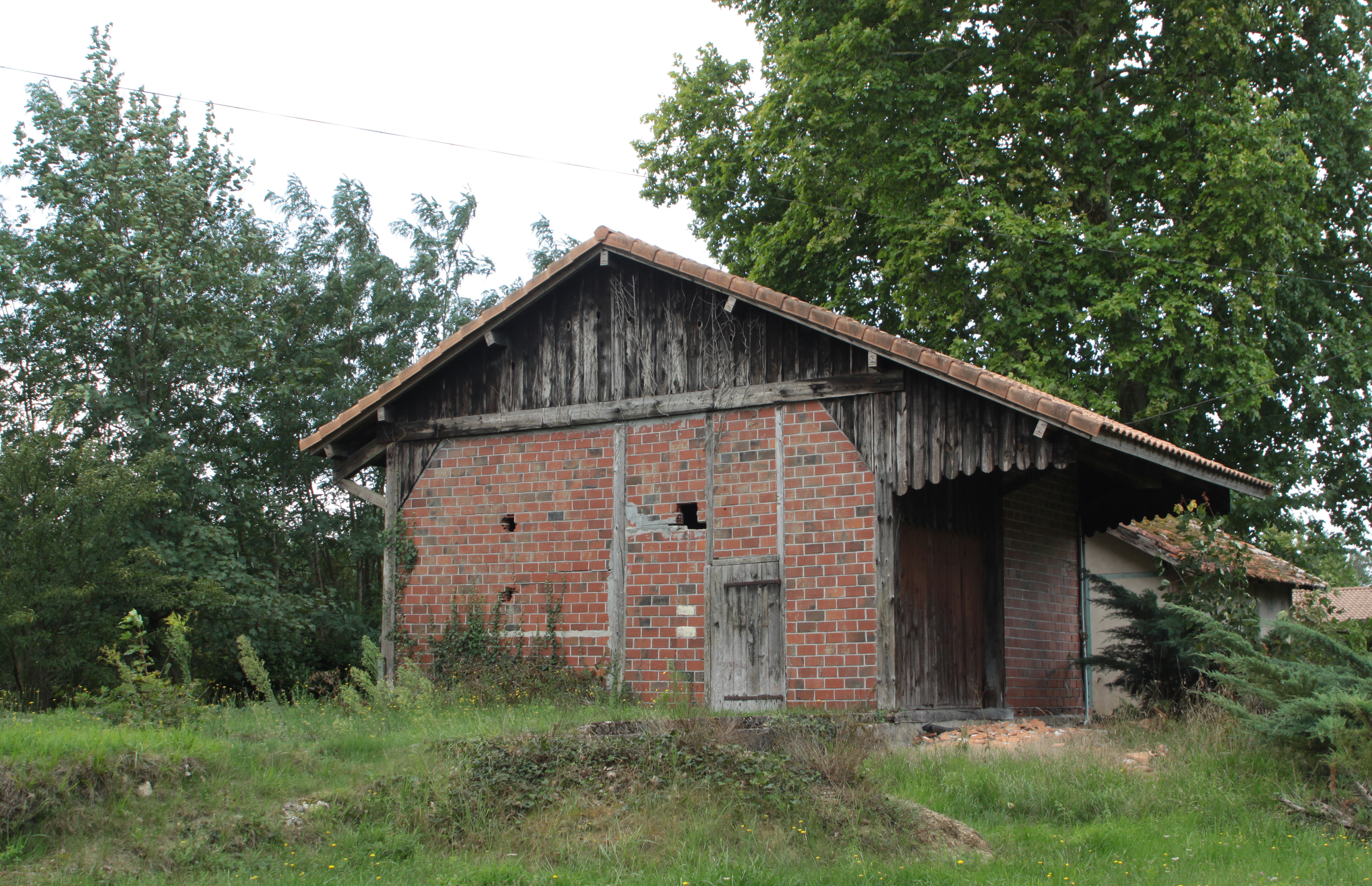
Ancienne gare de Lencouacq.
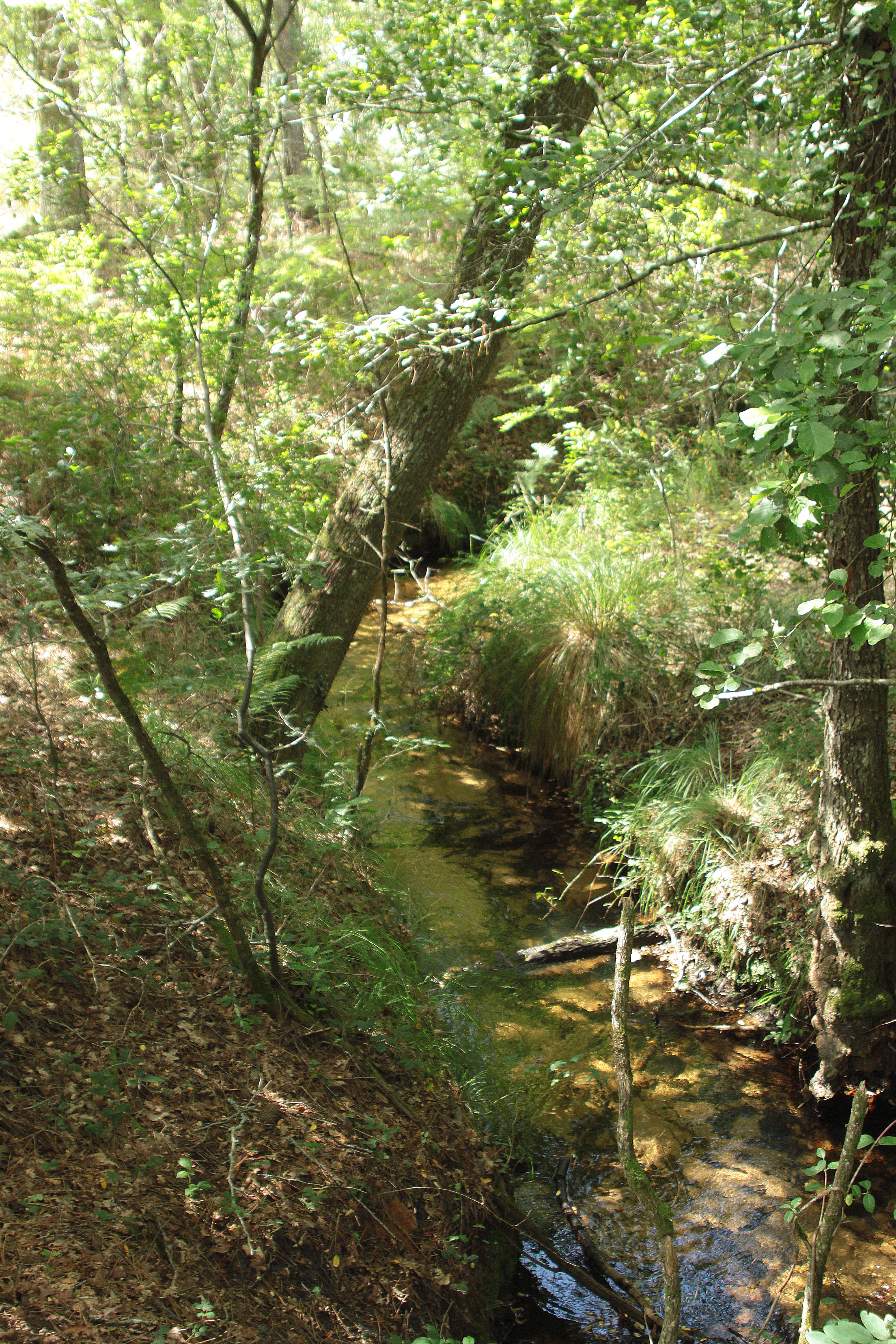
Gouaneyre au Moulin de Lestrat.

## Jumelages
D'après le site officiel de Kembs :
- Kembs, département du Haut-Rhin (France)